# Pidhirzi (Obuchiw)
Pidhirzi (ukrainisch Підгірці; russisch Подгорцы Podgorzy) ist ein Dorf in der ukrainischen Oblast Kiew mit etwa 500 Einwohnern (2014).

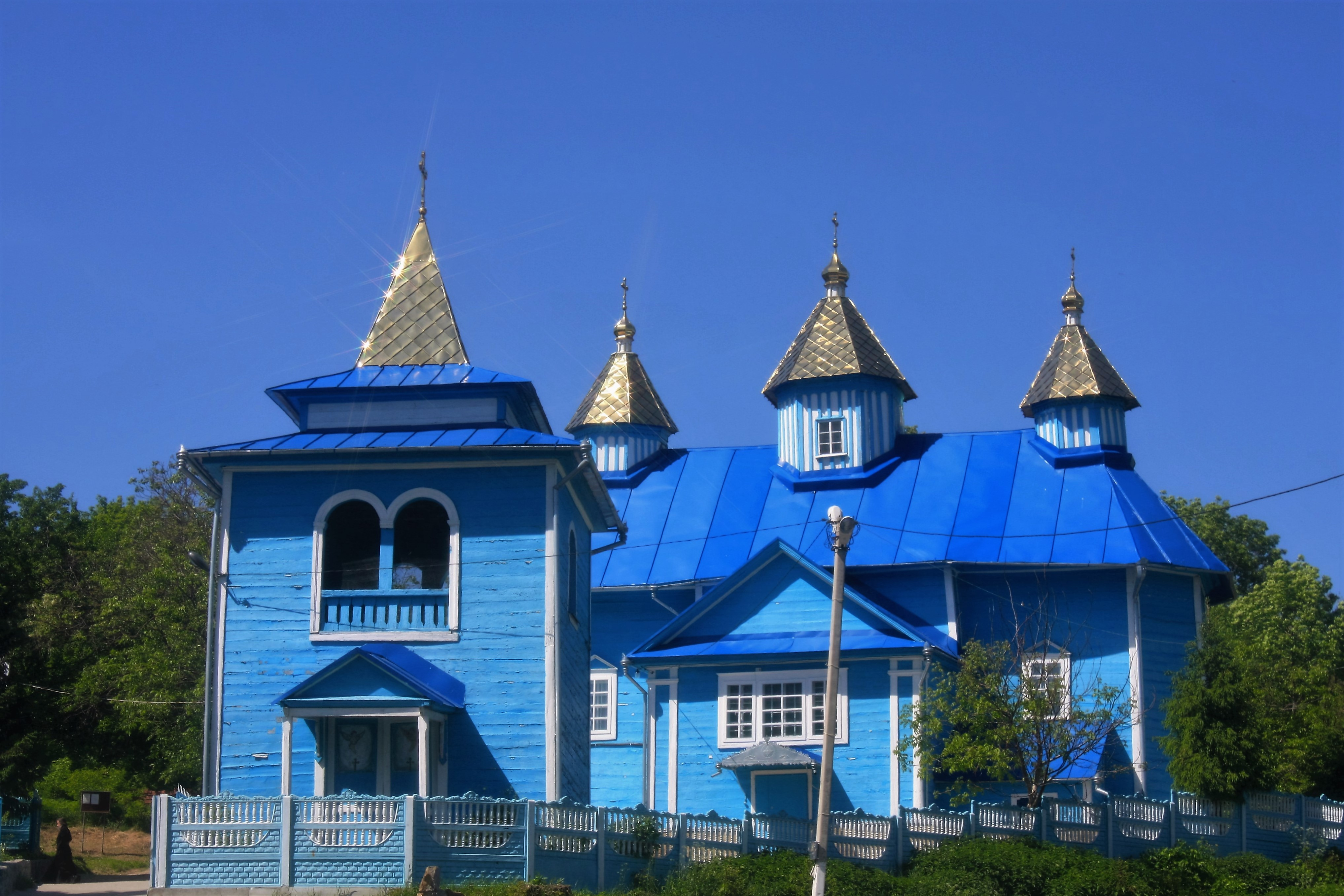
Kirche im Ort

Pidhirzi wurde im Jahr 1718 gegründet und liegt im Norden des Rajon Obuchiw an der südwestlichen Stadtgrenze von Kiew 18 km nordwestlich vom Rajonzentrum Obuchiw. Durch das Dorf verläuft die Fernstraße N 01 und die Territorialstraße T–10–06.
Am 12. Juni 2020 wurde das Dorf ein Teil der neugegründeten Siedlungsgemeinde Kosyn, bis dahin bildete es zusammen mit den Dörfern Krenytschi (Креничі) und Romankiw (Романків) die gleichnamige Landratsgemeinde Pidhirzi (Підгірцівська сільська рада/Pidhirziwska silska rada) im Norden des Rajons Obuchiw.